# Dorothy Cayley
Dorothy Mary Cayley (1874-1955) est une mycologue qui découvrit en 1927 que la panachure de la tulipe est due à un virus.

## Biographie

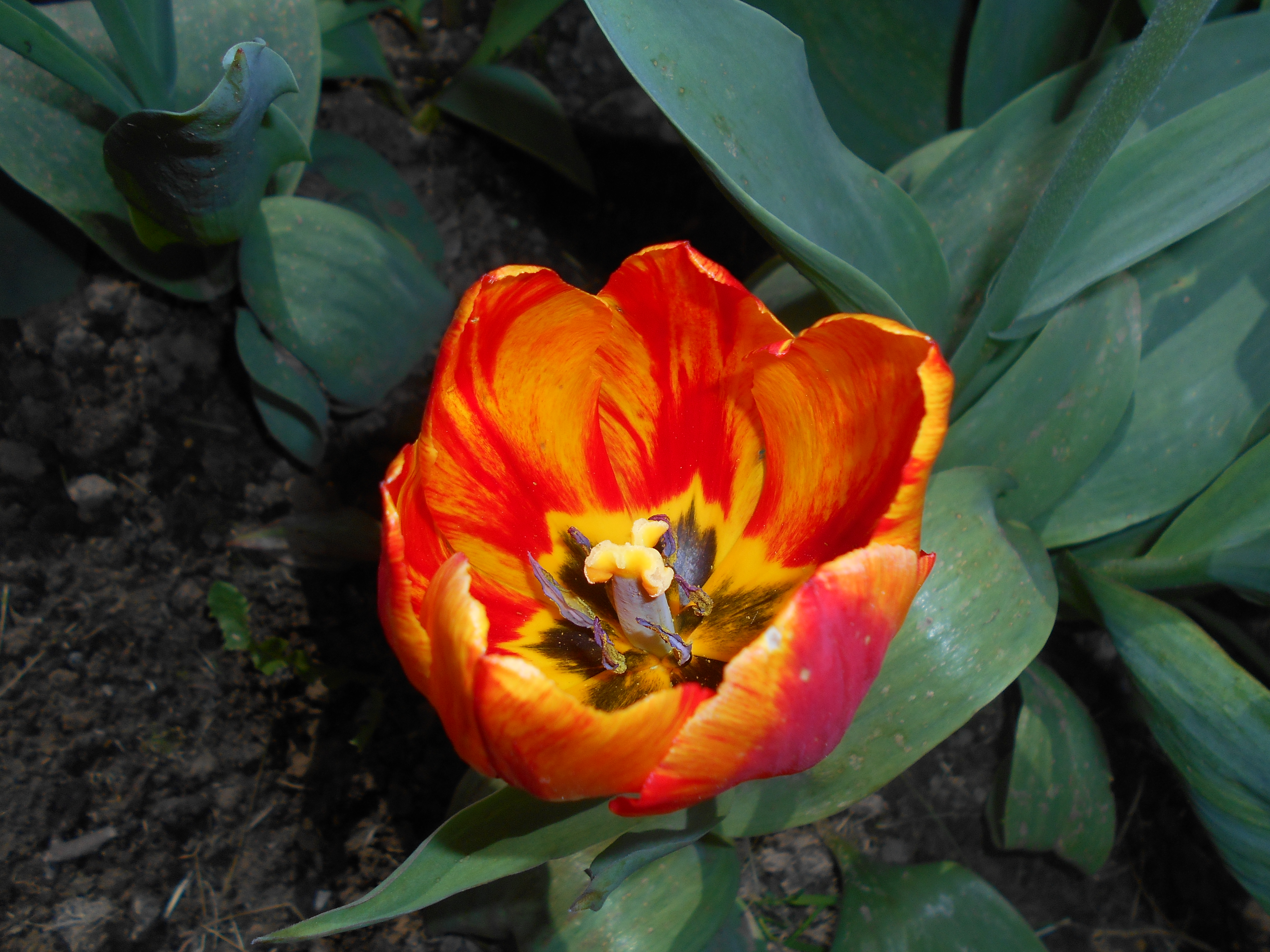
Tulipe présentant une panachure d'origine virale.

Dorothy Cayley est née à Ceylan (Sri Lanka aujourd'hui) d'un père anglais, Sir Richard Cayley, qui était le 14e juge à la Cour suprême, dans l'administration coloniale. Dorothy Cayley est arrivée en Angleterre à l'âge de sept ans et a fréquenté la  Stamford High School.
Elle a fréquenté l'université de Londres avant d'étudier l'horticulture au Collège de l'université de Reading.
Elle a poursuivi ses études à la Stamford High School, puis a déménagé en Allemagne où elle a étudié la musique. Elle a étudié les sciences pendant un certain temps avant d'aller au Collège de l'université de Reading où elle a obtenu un diplôme d'horticulture.

## Réalisations
Dorothy Cayley était particulièrement intéressée par les maladies des plantes et du sol et s'est présentée devant le jury des examens scolaires en horticulture, ce qui lui a permis d'obtenir une mention très bien et une médaille à Reading. Elle a également remporté une mention à l'examen de la Royal Horticultural Society et a été nommée surintendante des jardins appartenant au département de botanique de Reading.